# Église Saint-Pierre-aux-Liens de Plescop
Pour les articles homonymes, voir Église Saint-Pierre-aux-Liens.
L'église paroissiale Saint-Pierre-aux-Liens (ou église Saint-Pierre-ès-Liens) est située au centre-bourg de Plescop, dans le Morbihan (France).

## Historique
Les parties les plus anciennes de cette église (chevet et mur sud de la nef) remontent au XVIe siècle. Le reste de l'église semble être datée du XVIIIe siècle, à l'exception de la sacristie, construite au XIXe siècle.

## Architecture et intérieur

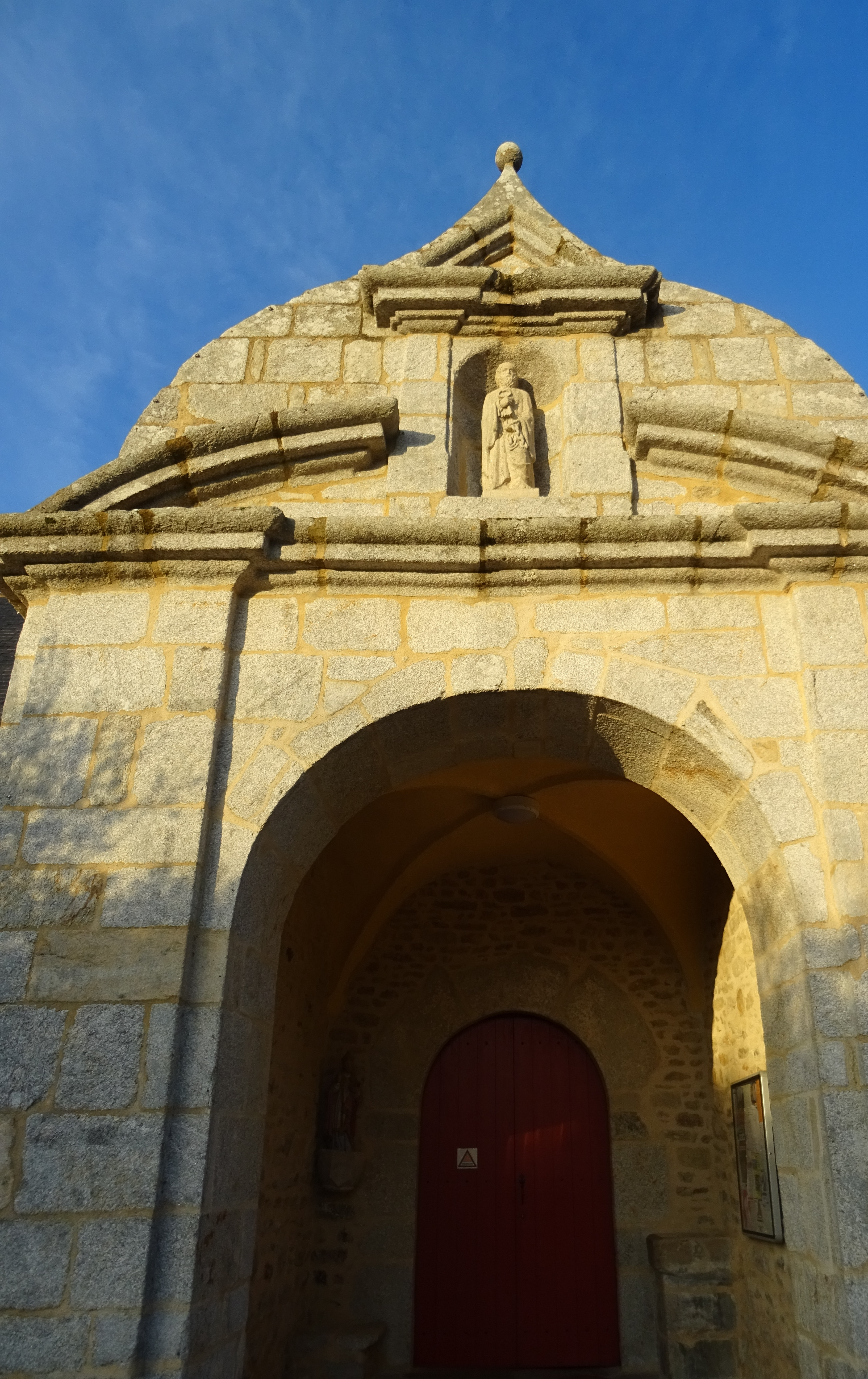
Sculpture de Saint-Pierre, réalisée en granit par Daniel Marcel.

À l'intérieur, l'église est riche de quatre retables de pierre et marbre du XVIIe siècle dus à la générosité des seigneurs-évêques. On y trouve deux statues ramenées de la chapelle Notre-Dame de Lézurgan : une Piéta en pierre du XVIe siècle et un Saint Adrien. 
Son clocher est composé d'une flèche d'ardoises, haute et élancée, accompagnée à sa naissance de quatre petites flèches. Il a été frappé trois fois par la foudre : le 21 janvier 1783, le 27 décembre 1951 et le 22 juillet 1961.
À l'intérieur du cône très aigu, se cachent les trois cloches. La cloche appelait aux armes, annonçait le couvre-feu, sonnait le tocsin, récitait l'angélus. Elles ont pour nom : Anna-Joachim, Maria-Joseph, Petronilla.
L'entrée se fait par la porte sud et dans le porche se trouve un bénitier à pan coupé, orné d'une rosace et de deux torsades. Ce bénitier, qui porte la date de 1629, se trouvait autrefois à l'extérieur et était encastré dans le mur.